# Камење Косихи
Камење Косихи (слч. Kamenné Kosihy) насељено је мјесто са административним статусом сеоске општине (слч. obec) у округу Вељки Кртиш, у Банскобистричком крају, Словачка Република.

## Становништво
| Година:    | 1994. | 2004.   | 2014.   | 2024.   |
| ---------- | ----- | ------- | ------- | ------- |
| Број људи: | 374   | 344     | 343     | 359     |
| Разлика:   |       | -8,02 % | -0,29 % | +4,66 % |

| Година:    | 2023. | 2024.   |
| ---------- | ----- | ------- |
| Број људи: | 356   | 359     |
| Разлика:   |       | +0,84 % |

Према подацима о броју становника из 2011. године насеље је имало 352 становника.